# Cinste lor
Cinste lor este al patrulea album înregistrat de formația Nightlosers din Cluj-Napoca, lansat în anul 2013.

## Lista pieselor
| Nr. | Titlu                              | Durată |
| --- | ---------------------------------- | ------ |
| 1.  | Mary Ann                           | 4:34   |
| 2.  | Shake, Rattle and Roll             | 3:20   |
| 3.  | Hey Good Lookin'                   | 3:22   |
| 4.  | Hey Joe                            | 5:06   |
| 5.  | Rollin' and Tumblin'               | 4:31   |
| 6.  | Let's Work Together                | 4:15   |
| 7.  | Route 66                           | 4:10   |
| 8.  | Mystery Train                      | 3:09   |
| 9.  | Daydream                           | 4:02   |
| 10. | Just One More                      | 3:43   |
| 11. | One Bourboun, One Scotch, One Beer | 4:13   |

## Componența formației
- Hanno Höfer – voce, chitară, muzicuță, ukulele, lap steel, drâmbă
- Jimi El Lako – chitară, vioară, violă, buzuki
- Grunzo Geza – claviaturi
- Lucian Pop – chitară bas, contrabas
- Claudiu Purcărin – baterie, voce adițională

Au colaborat:
- Pusztai Aladár – țambal, violă
- Nucu Pandrea – efecte sonore, voce adițională
- Cătălin Vlad – clarinet
- Tiu Zaharia – contrabas
- Török-Csingo Zsuzsánna, Sandu Ciorbă, Elvis Rromano, Vasile Dinu – voci adiționale